# Castelul pălărierului
Castelul Pălărierului (engleză The Hatter's Castle) este primul roman al scriitorului britanic A.J. Cronin, publicat în 1931. În românește a apărut în traducerile lui Eugen Filotti și Sânzianei Mihalache în ediții din 1991 (editura Romfel), 2010 (Adevărul Holding) sau 2022 (editura RAO).
Povestirea are loc în orașul fictiv  Levenford, plasat în Scoția anului 1879. Romanul care i-a adus popularitate autorului este unul de factură realistă, dezbătând probleme sociale și zugrăvind o frescă a unei familii de tip patriarhal.  Acțiunea romanului descrie mai multe personaje din cercul lui James Brodie, proprietar al unui atelier de confecționat pălării, a cărui cruzime și narcisism distruge treptat familia și viața sa. Romanul a fost transpus pe ecran în 1941 într-un film de succes, cu Robert Newton, Deborah Kerr, și James Mason.

## Conținut
Romanul, construit în episoade centrate în jurul câte unui personaj, povestește viața familiei Brodie, și întâmplările petrecute în casa cenușie, ”castelul”, descris într-o manieră realistă de A. J. Cronin. Personajele numeroase sunt descrise în maniera lui Balzac:  James Brodie, pălărierul, este capul familiei, tiranul violent, lipsit de empatie, un bărbat cu o forță fizică impresionantă, inspirând teamă celor din jur, arogant și răzbunător, dar limitat din punct de vedere intelectual, Margaret Brodie, soția pălărierului, este simbolul femeii fragile și a slugii supuse, Marry, fiica cea mare, de la care începe întreaga acțiune, blândă și cu înclinații artistice, are un destin nefericit, Mathew, unicul fiu, pornește pe căi greșite, cel mai probabil moștenind caracterul tatălui său, Nessie, fiica cea mai mică a familiei Brodie, speranța familiei, este un personaj de fundal, împreună cu bunica Brodie, cu Nancy, amanta lui James Brodie. Alte personaje sunt Dennis Foyle, un tânăr irlandez de care se îndrăgostește Marry și doctorul Renwick, un personaj care devine mai implicat în viața familiei Brodie spre sfârșitul romanului. La final, familia se destramă de o manieră tragică.

## Film
Romanul Castelul pălărierului nu trebuie să fie confundat cu filmul omonim britanic din 1942 a cărei acțiune s-a bazat puțin pe carte. În versiunea din film, au existat mai multe modificări și excluderi de personaje care au schimbat radical acțiunea filmului în comparație cu a celei din roman.
Filmul este regizat de Lance Comfort, cu Deborah Kerr și James Mason în rolurile principale.

## Teatru radiofonic
- 1986 - regia Dan Puican;[4] cu Mircea Albulescu, Valeria Seciu, Alexandrina Halic, Ileana Predescu, Victoria Mierlescu, Șerban Celea, Adrian Pintea, Radu Zaharescu, Eugenia Bosânceanu, Candid Stoica, Nicolae Iliescu, Alfred Demetriu, Sorin Gheorghiu, Mihai Dinvale, Theodor Danetti, Constantin Codrescu, Rodica Popescu Bitănescu